# Vladimír Benedikt Holota
Vladimír Benedikt Holota (* 5. srpna 1922, Nebřeziny) je český katolický kněz a františkán, dále též spisovatel, publicista a vyhledávaný zpovědník a duchovní vůdce, dlouholetý organizátor duchovních cvičení pro kněze. V roce 2024 patřil ve věku 102 let mezi nejstarší občany ČR.

## Život

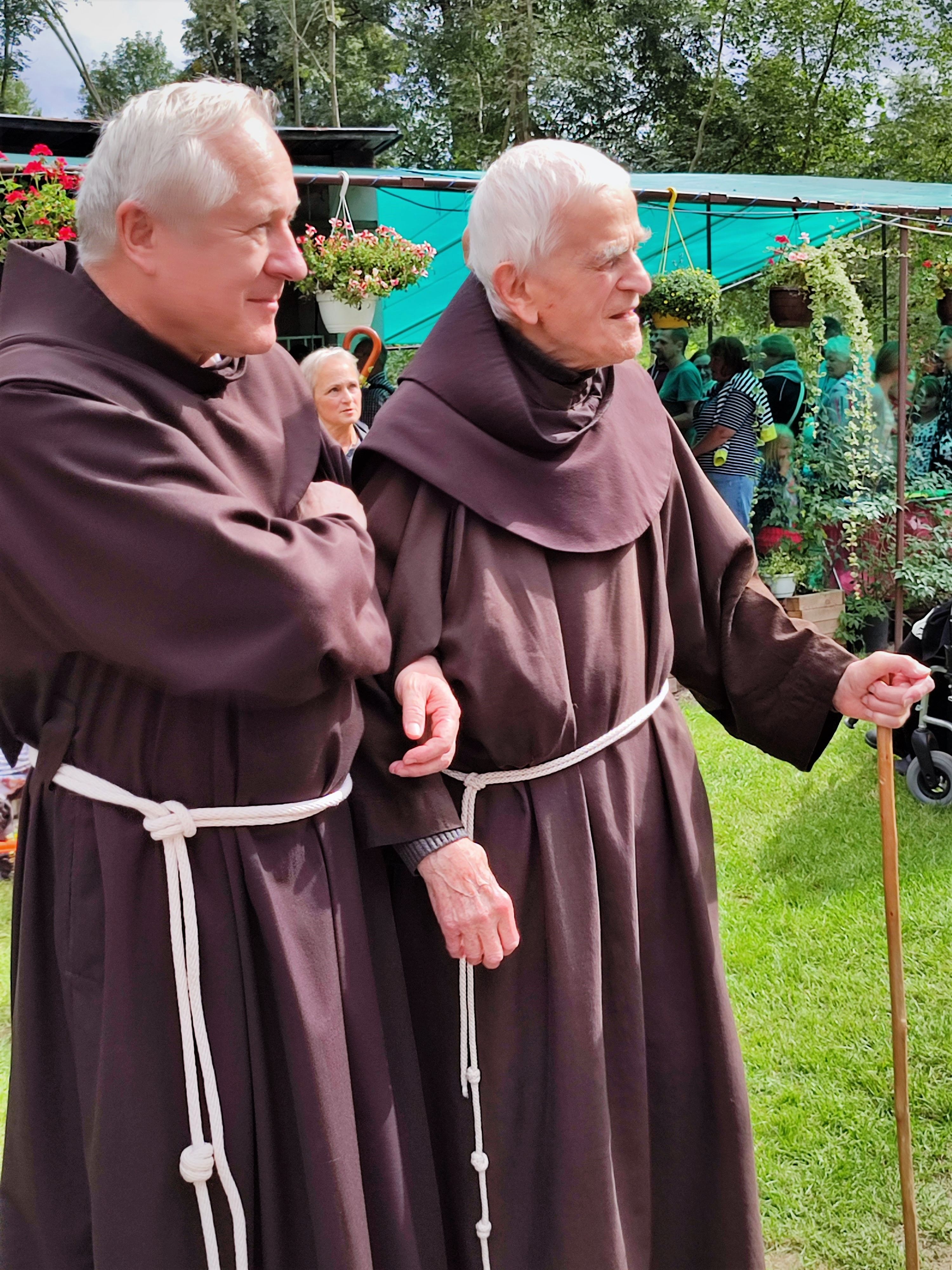
Vladimír Benedikt Holota a Jan Maria Vianney Dohnal na mariánské pouti v Hájku 10. 9. 2022

Během 2. světové války se účastnil odboje. Vystudoval strojní průmyslovku a pracoval v plzeňské Škodovce. Během války konvertoval ke křesťanství a nechal se pokřtít. Následně se rozhodl vstoupit do noviciátu k františkánům, v roce 1948 započal studia teologie. V 50. letech byl zbaven svobody při Akci K a prošel internací v koncentračních klášterech Hejnice, Bohosudov, Králíky a Osek i nucenými pracemi na stavbě vodní nádrže Klíčava. V roce 1952 byl tajně vysvěcen na kněze a až do roku 1969 působil v utajení, kdy oficiálně dostudoval teologii. Následně působil jako kněz v Pečkách. Často byl vyslýchán a sledován Státní bezpečností. Po roce 1991 se vrátil do konventu Panny Marie Sněžné.
Je asignován v konventu u kostela Panny Marie Sněžné v Praze.
V souvislosti s pandemií koronaviru v roce 2020 se stal youtuberem – ve videích na svém kanálu, která tvoří s františkánem Bonaventurou Ondřejem Čapkem, se snaží lidem dodat naději a povzbudit je. Tato videa mají často tisíce zhlédnutí. Holota byl nejprve zaskočen, že jeho videa může sledovat úplně kdokoliv.

## Citáty
| „                          | Mlčení není cílem. Je jen prostředkem, ale velmi důležitým. Když je mlčení uvědomělé, prosycené vědomím Boží přítomnosti, potom ticho sklouzne až do hlubin srdce, a to začne naslouchat věčnému Slovu, které přišlo v tichu a v mlčení, jak svědčí Kniha moudrosti: „Když hluboké ticho vše objímalo a noc ve svém běhu došla do polovice, tvé všemocné slovo, Pane, přišlo z nebe, z královského trůnu.“ (Mdr 18,14-15) | “ |
| — Vladimír Benedikt Holota | |   |

## Dílo

### Knihy
- Hovory na nemocničním lůžku, 1. vydání Křesťanská akademie v Římě 1983, 2. vydání Zvon 1994, ISBN 80-7113-112-1 – vzpomínka na Jiřího Mrázka
- Nebyl jsem hrdina: Vzpomínky na totalitu 1950–1989, Karmelitánské nakladatelství 2002, ISBN 80-7192-781-3 – kniha představuje raritní kombinaci humorné prózy a vzpomínkové literatury z období pronásledování katolické církve komunistickým režimem. Autor vzpomíná na internaci, nucené práce i život ve stínu Státní bezpečnosti, přičemž kde to jde, snaží se téma pojmout humorně (místy to ovšem nejde). Knihu si sám ilustroval.
- Zápisky (ne)zkušeného faráře, 1. vydání Paulínky v Praze 2009
- Eucharistie - Který projev lásky může být větší? Paulínky v Praze 2009 ISBN 978-80-86949-67-3
- Věřit... DeCuore, 2013
- Co mi dala rodná ves. DeCuore 2018 ISBN 978-80-907166-0-5
- Neplánovaných deset besed, DeCuore 2021
- Nechtěl jsem být farářem. DeCuore 2022 ISBN 978-80-9071-665-0

### Ostatní texty
- Maria a víra – formační text na stránce sekulárního františkánského řádu